# Parti démocratique indonésien
Le Parti démocratique indonésien (PDI) était l'un des deux partis approuvés par l'État indonésien à l'ère de l'Ordre nouveau.
Fondé le 10 janvier 1973, il était une fusion de plusieurs partis, dont notamment le Parti national indonésien (PNI), le Parti consultatif populaire (Parti Murba), l'Association indonésienne pour l'indépendance (IPKI), le Parti chrétien indonésien (Parkindo) et le Parti catholique.